# Commodore Reef
Commodore Reef (på Filippinerna Rizal Reef, kinesiska:Siling Jiao) är ett  ö bland Spratlyöarna i Sydkinesiska havet. Filippinerna har annekterat den som sitt territorium, vilket lett till konfrontationer med Kina, som också betraktar det som sitt.  Även
Vietnam och Taiwan gör anspråk på det.